# Kaj van der Ree
Kaj van der Ree (Den Haag, 15 januari 1992) is een Nederlandse voormalige YouTuber, televisiepresentator en radio-dj.

## Carrière
Van der Ree begon in 2013 zijn eigen YouTube-kanaal, genaamd 'Kaj', en in 2014 samen met twee vrienden het kanaal ZU5E. RTL nodigde hem in 2015 uit als presentator op het YouTube-kanaal van RTL genaamd Concentrate.
Van 2016 tot begin 2020 was Van der Ree te horen op NPO 3FM als radio-dj bij BNNVARA. Zijn programma Skaj is the limit werd elke vrijdagavond tussen 22:00-00:00 uitgezonden. De laatste uitzending was op 10 januari 2020. Op televisie was hij te zien in de serie Dare, als presentator van 3 op Reis Midweek van BNNVARA en als roaster in The Roast of Giel Beelen. In 2018 nam hij deel aan het RTL 4-programma Kroongetuige.
In 2019 verzorgde Van der Ree de voice-over van het RTL 5-televisieprogramma Love Island. Hij verving Rinie van den Elzen na een week omdat diens voice-over van de kijkers te veel kritiek kreeg.

### Beschuldigingen en einde mediacarrière
In januari 2020 presenteerde Van der Ree samen met Jurre Geluk het tv-programma Proefkonijnen. Het seizoen werd na één uitzending gestaakt, omdat Van der Ree werd beschuldigd van seksueel grensoverschrijdend gedrag jegens minderjarige meisjes. In een verklaring liet hij weten dat een deel van de beschuldigingen juist was en bood hiervoor zijn excuses aan. De NPO en BNNVARA schrapten daarop per direct het televisieprogramma Proefkonijnen, en ook zijn radioprogramma Skaj is the limit werd niet meer uitgezonden. Van RTL kreeg hij geen nieuwe opdrachten meer. Ook het Rode Kruis, waarvoor Van der Ree ambassadeur was, stopte de samenwerking. Tevens haalde Van der Ree alle video's van zijn eigen YouTube-kanaal offline.

## Filmografie

### Televisie
| Jaar | Omroep         | Programma                | Opmerking                          |
| ---- | -------------- | ------------------------ | ---------------------------------- |
| 2017 | BNNVARA        | 3 op Reis Midweek        | Presentator                        |
| 2017 | Comedy Central | The Roast of Giel Beelen | Kandidaat                          |
| 2018 | RTL 4          | Kroongetuige             | Kandidaat                          |
| 2019 | RTL 5          | Love Island              | Voice-over                         |
| 2020 | BNNVARA        | Proefkonijnen            | Presentator, samen met Jurre Geluk |

### YouTube-kanalen
| Jaar      | Kanaal      | Opmerking                                              |
| --------- | ----------- | ------------------------------------------------------ |
| 2013-2019 | Kaj         |                                                        |
| 2014-2017 | ZU5E        | Voerde diverse opdrachten uit met de medepresentatoren |
| 2015-2019 | Concentrate | Presenteerde diverse series                            |
| 2018-2019 | NIEUWSPUNT  | Voorheen getiteld 'Juice'. Samen met Igmar Felicia.    |